# Успенский, Кирилл Владимирович
Кирилл Владимирович Успенский (псевдонимы: К. Косцинский; Кирилл Косцинский; 1915[…], Петроград — 28 декабря 1984, Бостон) — советский писатель, лингвист, фронтовой разведчик, диссидент.

## Биография
Родился в Петрограде в 1915 году, крещен в церкви во имя Серафима Саровского в Графской.
Отец — Владимир Алексеевич Успенский, сын врача, юрист, выпускник юридического факультета Императорского Московского университета, в 1905-1906 годах — член РСДРП; в Гражданскую войну — начальник политотдела дивизии, затем армии; в 1930-е годы работал адвокатом. 
Мать — Вера Павловна, урождённая Косцинская, потомственная дворянка, актриса, после революции 1917 года работала в Доме печати и других советских учреждениях. Родители поженились летом 1906 в подмосковном Кунцеве.
По воспоминаниям Успенского, семья тесно общалась с Николаем Бухариным. В июле 1917 года Бухарин, по решению ЦК РСДРП, даже скрывался от полиции на их квартире.
После окончания семи классов Успенский работал продавцом в магазине, табельщиком, грузчиком в порту, рабочим.
В 1934 году был принят в Ленинградское пехотное училище имени Кирова, одновременно учился на вечернем отделении Ленинградского университета. По окончании военного училища служил командиром взвода на юге Украины.

### Участие в Великой Отечественной войне
Был участником Великой Отечественной войны, в 1942 году окончил Военную академию имени Фрунзе. На фронте — с 30 мая 1942 года. В составе истребительного батальона Высшей школы Красной Армии участвовал в обороне Москвы. Дважды был ранен: 14 февраля 1943 года — легко, 9 февраля 1945 года — тяжёло. Засылался с заданиями за линию фронта. С апреля 1943 года — начальник 2 отделения разведотдела штаба 12-й армии. В июне 1944 года — в штабе 46-й армии.
В 1943 году вступил в ВКП(б), через год исключён из неё за антипартийные высказывания. В связи с исключением отстранён от работы в разведотделе штаба армии и переведён в передовые части.
С 4 ноября 1944 года — начальник штаба 119-го гвардейского стрелкового ордена Кутузова полка 40-й гвардейской стрелковой Енакиевско-Дунайской Краснознамённой дивизии. 
В апреле 1945 года участвовал в уличных боях в Вене, руководил отражением атаки противника и лично поднимал подразделения полка в атаку.  Закончил войну в звании гвардии подполковника.

### Литературная деятельность
Писать и печататься начал с 1933 года, но профессиональным литератором стал лишь в 1947 году, после демобилизации из армии. Печатался в журнале «Звезда» (1947—1953, 1970).
С 1953 года — член Союза советских писателей. Опубликовал в СССР пять книг, в основном — на военную и производственную тематику.

### Арест и заключение
В 1960 году был арестован и осуждён по обвинению в антисоветской пропаганде на 5 лет лишения свободы. Свидетелями обвинения были, в том числе, писатели Север Гансовский и Валентин Пикуль. Отбывал срок в ИТК в Мордовии, работал прозектором.
В заключении собирал лагерный сленг. Был досрочно освобожден в 1964 году, после чего стал участником правозащитного движения. Реабилитирован посмертно в 1995 году.

### Эмиграция
В 1978 году эмигрировал в США. 
В 1984 году умер в Большом Бостоне.

## Награды
- Орден Отечественной войны I степени (1945);
- Орден Отечественной войны II степени (1943);
- Медаль «За оборону Москвы» (1942);
- Медали.